# Серноводское городское поселение
Серноводское городское поселение — муниципальное образование в Серноводском районе Чечни Российской Федерации.
Административный центр — город  Серноводское.

## История
Статус и границы поселения установлены Законом Чеченской Республики от 13 февраля 2009 года № 6-РЗ «Об образовании муниципального образования Сунженский район и муниципальных образований, входящих в его состав, установлении их границ и наделении их соответствующим статусом муниципального района и сельского поселения».
В начале 2024 года указом Главы Чеченской Республики сельское поселение преобразовано в городское. 

## Население
| 2010    | 2012    | 2013    | 2014    | 2015    | 2016    | 2017    |
| ------- | ------- | ------- | ------- | ------- | ------- | ------- |
| 10 805  | ↗11 124 | ↗11 315 | ↗11 492 | ↗11 626 | ↗11 808 | ↗11 882 |
| 2018    | 2019    | 2020    | 2021    | 2023    | 2024    | 2025    |
| ↗11 980 | ↗12 048 | ↗12 221 | ↗12 583 | ↗12 832 | ↗13 094 | ↘12 503 |

## Состав сельского поселения
| № | Населённый пункт | Тип населённого пункта        | Население |
| - | ---------------- | ----------------------------- | --------- |
| 1 | Серноводское     | город, административный центр | ↘12 503   |